# Leandra
Leandra je  žensko osebno ime.

## Izvor imena
Ime Leandra je ženska oblika imena Leander.

## Pogostost imena
Po podatkih Statističnega urada Republike Slovenije je bilo na dan 31. decembra 2007 v Sloveniji število ženskih oseb z imenom Leandra: 14.

## Osebni praznik
V koledarju je ime Leandra skupaj z imenom Leander; god praznuje 27. februarja.